# Maria Bona di Savoia-Genova
Maria Bona Margherita Albertina di Savoia-Genova, poi Maria Bona di Baviera (Agliè, 1º agosto 1896 – Roma, 2 febbraio 1971), è stata una principessa e scultrice italiana, membro della Casa Savoia e appartenente al ramo Savoia-Genova.

## Biografia

### Infanzia
Maria Bona di Savoia-Genova nacque nel castello ducale di Agliè nel 1896, terza figlia di Tommaso di Savoia-Genova e di Isabella di Baviera.
Suo padre era nipote di Carlo Alberto di Savoia e di Giovanni di Sassonia. Sua madre era nipote di Ludovico I di Baviera e pronipote di Carlo IV di Spagna e di Francesco I delle Due Sicilie.
La coppia ebbe altri cinque figli: Ferdinando (1884-1963), Filiberto (1895-1990), Adalberto (1898-1982), Maria Adelaide (1904-1979) ed Eugenio (1906-1996).

### Matrimonio
Presso il castello di Agliè, l'8 gennaio 1921, Maria Bona sposò Corrado di Baviera, un suo lontano cugino per parte materna, figlio di Leopoldo di Baviera e di sua moglie Gisella d'Asburgo-Lorena.
La cerimonia religiosa venne celebrata dal cardinale Agostino Richelmy, arcivescovo di Torino, e vide la partecipazione, fra gli altri, del re Vittorio Emanuele III, del principe ereditario Umberto e dei principi delle case Savoia-Genova e Savoia-Aosta.
Il matrimonio è noto per essere stato il primo fra due casate storicamente nemiche dalla fine della prima guerra mondiale e per aver riunito membri delle case Savoia, Wittelsbach e Asburgo.

### L'attività artistica
Durante la sua vita fu anche scultrice. Allieva di Felice Tosalli, lavorò il bronzo, il marmo, la terracotta e il legno. Tra gli anni venti e trenta del Novecento, oltre a collaborare per alcune manifatture ceramiche (Lenci e Rosenthal) partecipò anche a varie Biennali di Venezia.

### Gli ultimi anni e la morte
Alla fine della seconda guerra mondiale il principe Corrado fu arrestato da militari francesi, portato a Lindau e internato all'hotel Bayerischer Hof insieme a Guglielmo di Prussia, principe ereditario dell'Impero tedesco, e al diplomatico nazista Hans Georg von Mackensen.
La principessa Maria Bona, che durante la guerra aveva prestato servizio come infermiera, rimase in Savoia, dato che le era stato proibito entrare in Germania. La famiglia si riunì solo dopo il 1947. Maria Bona morì il 2 febbraio 1971 a Roma.
La sua tomba, insieme a quella del marito Corrado, si trova nel cimitero del Monastero di Andechs, in Germania.

## Discendenza
Dal matrimonio tra Maria Bona e Corrado di Baviera nacquero:
- Amalia di Baviera (1921-1985), sposata con Umberto Poletti.
- Eugenio di Baviera (1925-1997), sposato con la contessa Helena von Khevenhüller-Metsch.

## Albero genealogico
|                                    |                       |                                       | Genitori                             |  |  | Nonni |  |  | Bisnonni                |  |  | Trisnonni                          |  |
|                                    |                       |                                       |                                      |  |  |       |  |  | Carlo Alberto di Savoia |  |  | Carlo Emanuele di Savoia-Carignano |  |
|                                    |                       |                                       |                                      |  |  |       |  |  | Carlo Alberto di Savoia |  |  | Carlo Emanuele di Savoia-Carignano |  |
|                                    |                       | Maria Cristina di Sassonia            |                                      |  |  |       |  |  | Carlo Alberto di Savoia |  |  |                                    |  |
| Ferdinando di Savoia-Genova        |                       |                                       |                                      |  |  |       |  |  | Carlo Alberto di Savoia |  |  |                                    |  |
|                                    |                       | Maria Teresa d'Asburgo-Lorena         | Ferdinando III di Toscana            |  |  |       |  |  |                         |  |  |                                    |  |
|                                    |                       | Maria Teresa d'Asburgo-Lorena         | Ferdinando III di Toscana            |  |  |       |  |  |                         |  |  |                                    |  |
|                                    |                       | Maria Teresa d'Asburgo-Lorena         | Luisa Maria Amalia di Borbone-Napoli |  |  |       |  |  |                         |  |  |                                    |  |
| Tommaso di Savoia-Genova           |                       | Maria Teresa d'Asburgo-Lorena         |                                      |  |  |       |  |  |                         |  |  |                                    |  |
|                                    |                       | Giovanni di Sassonia                  | Massimiliano di Sassonia             |  |  |       |  |  |                         |  |  |                                    |  |
|                                    |                       | Giovanni di Sassonia                  | Massimiliano di Sassonia             |  |  |       |  |  |                         |  |  |                                    |  |
|                                    |                       | Giovanni di Sassonia                  | Carolina di Borbone-Parma            |  |  |       |  |  |                         |  |  |                                    |  |
| Elisabetta di Sassonia             |                       | Giovanni di Sassonia                  |                                      |  |  |       |  |  |                         |  |  |                                    |  |
|                                    |                       | Amalia Augusta di Baviera             | Massimiliano I Giuseppe di Baviera   |  |  |       |  |  |                         |  |  |                                    |  |
|                                    |                       | Amalia Augusta di Baviera             | Massimiliano I Giuseppe di Baviera   |  |  |       |  |  |                         |  |  |                                    |  |
|                                    |                       | Amalia Augusta di Baviera             | Carolina di Baden                    |  |  |       |  |  |                         |  |  |                                    |  |
| Maria Bona di Savoia-Genova        |                       | Amalia Augusta di Baviera             |                                      |  |  |       |  |  |                         |  |  |                                    |  |
|                                    | Ludovico I di Baviera | Massimiliano I Giuseppe di Baviera    |                                      |  |  |       |  |  |                         |  |  |                                    |  |
|                                    | Ludovico I di Baviera | Massimiliano I Giuseppe di Baviera    |                                      |  |  |       |  |  |                         |  |  |                                    |  |
|                                    | Ludovico I di Baviera | Augusta Guglielmina d'Assia-Darmstadt |                                      |  |  |       |  |  |                         |  |  |                                    |  |
| Adalberto di Baviera               | Ludovico I di Baviera |                                       |                                      |  |  |       |  |  |                         |  |  |                                    |  |
|                                    |                       | Teresa di Sassonia-Hildburghausen     | Federico di Sassonia-Altenburg       |  |  |       |  |  |                         |  |  |                                    |  |
|                                    |                       | Teresa di Sassonia-Hildburghausen     | Federico di Sassonia-Altenburg       |  |  |       |  |  |                         |  |  |                                    |  |
|                                    |                       | Teresa di Sassonia-Hildburghausen     | Carlotta di Meclemburgo-Strelitz     |  |  |       |  |  |                         |  |  |                                    |  |
| Isabella di Baviera                |                       | Teresa di Sassonia-Hildburghausen     |                                      |  |  |       |  |  |                         |  |  |                                    |  |
|                                    |                       | Francesco di Paola di Borbone-Spagna  | Carlo IV di Spagna                   |  |  |       |  |  |                         |  |  |                                    |  |
|                                    |                       | Francesco di Paola di Borbone-Spagna  | Carlo IV di Spagna                   |  |  |       |  |  |                         |  |  |                                    |  |
|                                    |                       | Francesco di Paola di Borbone-Spagna  | Maria Luisa di Borbone-Parma         |  |  |       |  |  |                         |  |  |                                    |  |
| Amalia Filippina di Borbone-Spagna |                       | Francesco di Paola di Borbone-Spagna  |                                      |  |  |       |  |  |                         |  |  |                                    |  |
|                                    |                       | Luisa Carlotta di Borbone-Due Sicilie | Francesco I delle Due Sicilie        |  |  |       |  |  |                         |  |  |                                    |  |
|                                    |                       | Luisa Carlotta di Borbone-Due Sicilie | Francesco I delle Due Sicilie        |  |  |       |  |  |                         |  |  |                                    |  |
|                                    |                       | Luisa Carlotta di Borbone-Due Sicilie | Maria Isabella di Borbone-Spagna     |  |  |       |  |  |                         |  |  |                                    |  |
|                                    |                       | Luisa Carlotta di Borbone-Due Sicilie |                                      |  |  |       |  |  |                         |  |  |                                    |  |